# Папуля
«Папуля» (англ. Daddio) — американский драматический фильм, режиссёрский дебют Кристи Холл, также выступающей продюсером и автором сценария. Главные роли исполнили Дакота Джонсон и Шон Пенн. Мировая премьера фильма состоялась 1 сентября 2023 года в рамках кинофестиваля в Теллурайде.

## Сюжет
Приземлившись в аэропорту имени Джона Кеннеди, молодая женщина возвращается на такси в свою квартиру на Манхэттене. Во время поездки она и водитель такси по имени Кларк неожиданно начинают откровенно беседовать на множество интимных тем, включая их прошлые и настоящие отношения, власть и сексуальное равноправие, жизненные потери и уязвимость.

## В ролях
- Дакота Джонсон ― Гёрли
- Шон Пенн ― Кларк

## Производство и релиз
Первоначально фильм задумывался как сценический спектакль. В октябре 2017 года было объявлено, что Дейзи Ридли сыграет главную роль в фильме по оригинальному сценарию Кристи Холл, однако съёмки тогда так и не начались. В декабре того же года сценарий был включён в «Чёрный список лучших сценариев» Голливуда. В июне 2021 года стало известно, что Дакота Джонсон и Шон Пенн сыграют главные роли, причём Джонсон стала одним из продюсеров фильма и лично отправила сценарий Пенну.
Съёмки проходили в декабре 2022 года в Нью-Йорке и Хобокене, штат Нью-Джерси. Фильм был отснят за 16 дней и в январе 2023 года находился на этапе пост-продакшна. Все сцены, действие которых происходит в салоне такси, были сняты на звуковой сцене с использованием виртуальной реальности, состоящей из больших светодиодных видео-экранов, на которых в реальном времени можно визуализировать цифровую среду, перед которой актёры могут выступать.
Премьера фильма состоялась на 50-м кинофестивале в Теллурайде 1 сентября 2023 года. Он также был показан на Международном кинофестивале в Торонто 10 сентября 2023 года. В сентябре 2023 года Sony Pictures Classics приобрели права на дистрибуцию фильма в Северной и Латинской Америке, а также на некоторых европейских и азиатских территориях. Фильм отправился в ограниченный прокат 28 июня 2024 года.

## Восприятие
Фильм получил преимущественно положительные отзывы от критиков. На сайте-агрегаторе Rotten Tomatoes рейтинг одобрения составил 77 % на основе 100 рецензий критиков со средней оценкой 6.9/10. Консенсус сайта гласит: «Фильм представляет собой задумчивую камерную пьесу на колёсах и ощущается внушительным благодаря убедительному взаимопониманию Дакоты Джонсон и Шона Пенна».
Питер ДеБрюге из Variety дал фильму положительную рецензию и написал: «Каждый аспект фильма создан для того, чтобы вызвать дискуссию. Но он намного слаще и приятнее, чем вы можете подумать…». Стивен Фарбер из The Hollywood Reporter похвалил фильм, назвав его «искусно выполненной дебютной полнометражной картиной». Тодд Маккарти из Deadline Hollywood отозвался о фильме положительно и написал: «Шон Пенн здесь в своих лучших проявлениях, играет чрезвычайно захватывающую роль дерзкого мужчины из рабочего класса с бесконечным запасом мнений и способов заинтересовать своих пассажиров, в то время как Дакота Джонсон успешно удерживает свои позиции в игре как пассажир, всё более охотно делящийся своими проблемами с психиатром-любителем за рулём».